# Guilherme Machado
Guilherme Machado (Guanhães, 22 de maio de 1916 – 4 de julho de 1997) foi um político brasileiro do estado de Minas Gerais.
Atuou como deputado estadual em Minas Gerais na 1.ª Legislatura (1947 - 1951), exercendo o mandato a partir de 19/3/1947.

Foi também deputado federal por Minas Gerais.